# Brown ale

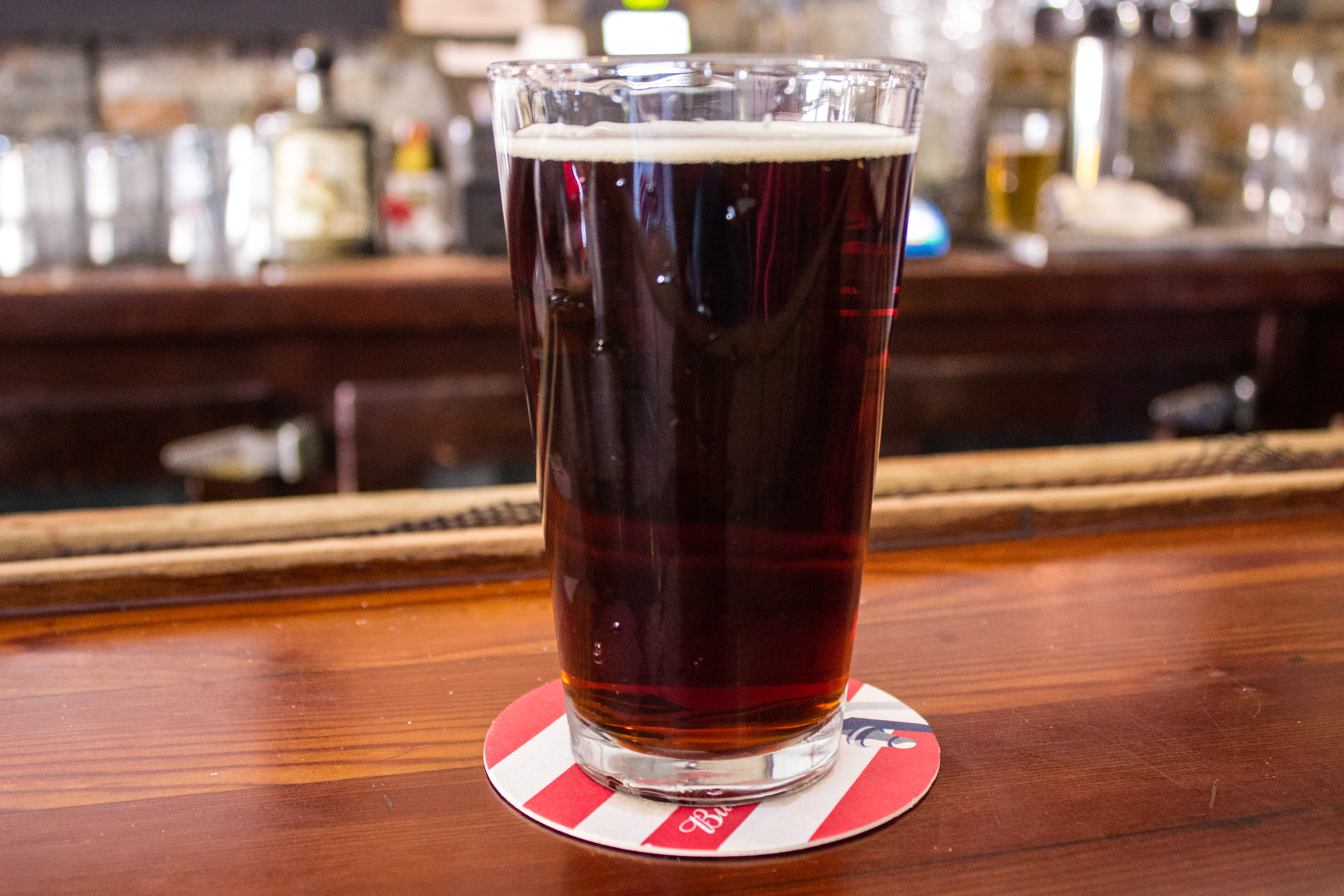
Cerveza Brown ale.

La brown ale es un tipo de cerveza de fabricación, herencia de las adaptaciones caseras americanas de la elaboración de la cerveza de ciertas ales del norte de Inglaterra. Su gama de color abarca desde el ámbar profundo al marrón. Los sabores de caramelo y de chocolate son evidentes, debido al uso de la malta tostada. Las brown ales del noreste de Inglaterra tienden a ser fuertes y malteadas, a menudo con trazas de nuez, mientras que las de Inglaterra meridional son generalmente más oscuras, más dulces y más bajas en alcohol. Las brown ales norteamericanas son generalmente más secas que sus primas inglesas, con un leve sabor cítrico y un aroma, una amargura, y un cuerpo medio debido a las variedades americanas de lúpulo. Cuando está enfriada a temperaturas suficientemente bajas, se percibe en ella una cierta translucidez. 
Los ejemplos comerciales norteamericanos incluyen Pete's Wicked Ale, Burly Brown Ale (James Page Brewing Co.) Smuttynose Old Brown Dog Ale, Brooklyn Brown Ale, y la Fat Squirrel Ale.
Las brown ales normalmente inglesas son absolutamente dulces y bajas en alcohol. Los ejemplos comerciales ingleses incluyen la Newcastle Brown Ale y la Samuel Smith's Nut Brown Ale.
- Datos: Q2725773
- Multimedia: Brown ales / Q2725773